# آیینه بالی

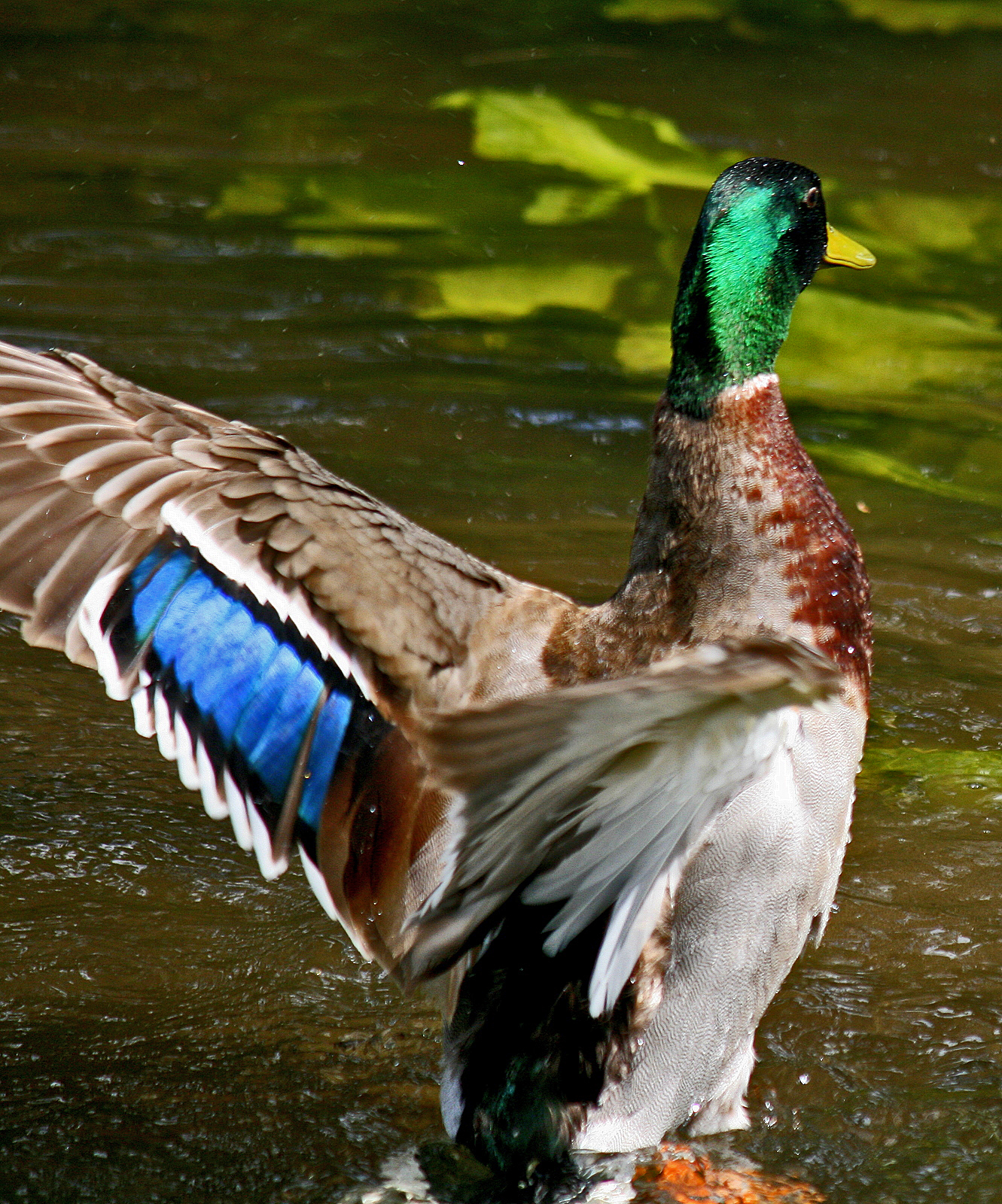
در این مرغابی سرسبز، آیینه بالی (رنگ‌پاره) به صورت مستطیلی آبی‌رنگ با کناره‌های سیاه و نوار سفید دیده می‌شود.

در خانواده مرغابیان بخش رنگی روی شاهپردومی‌ها (ثانویه) دیده می‌شود که آیینه بالی یا رنگ‌پاره (انگلیسی: Speculum feathers) نام دارد. آیینه بالی (رنگ‌پاره) نواری به رنگ‌های مختلف با جلای فلزی زیبا و گاهی سفید است. رنگ آیینه بالی در مرغابی سرسبز به طور بارزتری با رنگ آبی دیده می‌شود. رنگ آیینه بالی در گیلار سبز، اردک‌های نوک‌پهن، فیلوش و خوتکای معمولی آمیخته‌ای از دو سبز و آبی تیره، در خوتکای ابروسفید در جنس ماده آبی کم‌رنگ و در جنس نر سبزرنگ، در اردک مرمری سفید و در اردک ارده‌ای به صورت لکه سفید است. رنگ آن در اردک‌های شیرجه‌زن مانند اردک تاجدار، اردک سرحنایی و اردک بلوطی سفید است.
بعضی از گونه‌ها از روی رنگ این ناحیه تشخیص داده می‌شوند.